# Spaanse parelmoervlinder
De spaanse parelmoervlinder (Melitaea deione) is een vlinder uit de familie Nymphalidae. De wetenschappelijke naam van de soort werd in 1832 door Charles Andreas Geyer gepubliceerd.
De spaanse parelmoervlinder lijkt sterk op de bosparelmoervlinder en is daarvan lastig te onderscheiden.
Als waardplanten gebruikt de spaanse parelmoervlinder vlasleeuwenbek  (Linaria), leeuwenbek (Antirrhinum), kierleeuwenbek (Chaenorrhinum) en soms soorten vingerhoedskruid (Digitalis). De eitjes worden gegroepeerd op de onderkant van de bladeren van de waardplant gelegd. De rups overwintert in een spinsel.
De soort komt verspreid voor van het Iberisch schiereiland tot Zuid-Frankrijk en het aangrenzende Alpengebied van Zwitserland en Italië. Ook lokaal in het Atlasgebergte. De soort leeft tot 1600 meter boven zeeniveau.
De soort vliegt in twee jaarlijkse generaties van april tot september. In het meest noordoostelijke deel van haar verspreidingsgebied, de Alpen, vliegt maar een generatie. 